# Есперанса ду Конгу
Есперанса Реал ФК ду Конгу або просто Есперанса ду Конгу» (порт. Esperança Real Futebol Clube do Congo) — професіональний ангольський футбольний клуб з міста Мбанза-Конго, в провінції Заїре.

## Історія клубу
Футбольний клуб «Есперанса ду Конгу» було засновано 3 березня 1978 року. Зараз команда грає у Гіра Анголі.

## Досягнення
На даний момент команда не має вагомих досягнень в національних чемпіонатах.

## Статистика виступів вГіра Ангола
| 2007 ГА A | 2009 ГА A | 2014 ГА A |
|           |           |           |
|           |           |           |
|           |           |           |
|           |           |           |
| 5-те      |           |           |
|           |           | Зн.       |
|           |           |           |
|           | 8-ме      |           |
|           |           |           |
|           |           |           |
|           |           |           |

Примітка: ГА = Гіра Ангола (другий дивізіон); Зн. = знявся

## Відомі тренери
| Жоау Баптішта | (2014) | - |  |